# 元総社村
元総社村（もとそうじゃむら）は、群馬県中央部、群馬郡に属していた村。現在の前橋市元総社地区に相当する。

## 地理
- 河川：利根川、染谷川、生池川、滝川

## 歴史
- 1889年（明治22年）4月1日 - 町村制施行により、周辺4村（元総社村、大渡村、大友村、内藤分村）が合併し西群馬郡元総社村が成立する。
- 1896年（明治29年）4月1日 - 郡の統合（西群馬郡と片岡郡の統合）により群馬郡に所属する。
- 1954年（昭和29年）4月1日 - 周辺1町5村（上川淵村、下川淵村、芳賀村、桂萱村、群馬郡東村、総社町）とともに前橋市へ編入する。前橋市元総社地区となる。

## 地域

### 村内の大字
- 元総社
- 大友
- 大渡
- 石倉（旧・大字内藤分）

### 教育

#### 小学校
- 元総社村立元総社小学校

#### 中学校
- 元総社村立元総社中学校

## 名所・旧跡
- 総社神社